# Sarpsborg
Sarpsborg je město v Norsku. Je správním městem kraje Østfold. Město bylo založeno Olafem II. Svatým roku 1016. Tehdy se jmenovalo Borg a bylo až do Olafovy smrti v roce 1030 hlavním městem Norska. Sarpsborg je třetím nejstarším městem Norska.
Většina starého města skončila po sesuvech v řece Glommě. Bylo znovu postaveno na bezpečnějším místě, ale v roce 1567 bylo vypáleno švédským vojskem. Obyvatelé uprchli po proudu řeky Glommy do míst dnešního Fredrikstadu, který jako město založili v roce 1569. Poté byl Sarpsborg vystavěn znovu. Počet jeho obyvatel stále roste, v roce 2005 dosáhl počet obyvatel 50 000. K 1. lednu 2006 bylo v Sarpsborgu 50 115 obyvatel.
Spolu s Fredrikstadem dnes tvoří pátou největší konurbaci v Norsku. K 1. dubnu 2006 měla obě města dohromady 121 097 obyvatel. Nejvýznamnější průmyslovou výrobu zastupuje Borregaard, ve městě působí Borg Bryggerier (Pivovar Borg) z druhé největší pivovarnické skupiny v Norsku (Hansa Borg Bryggerier).

## Znak
Znak Sarpsborgu byl vytvořen v roce 1966, jeho podoba vychází z pečeti z roku 1556.

## Sport
V šedesátých letech 20. století byl Sarpsborg známý svým fotbalovým týmem – Sarpsborg FK, ale dnes je více znám svým hokejovým týmem – Sparta Warriors.

### Fotbal
- FK Sparta Sarpsborg – fotbalový klub
- Sarpsborg FK – fotbalový klub
- Sarpsborg 08 FF – fotbalový klub založený roku 2008 fúzí klubů FK Sparta Sarpsborg a Sarpsborg FK[1]